# Eric Money
Eric V. Money (Detroit, 6 febbraio 1955) è un ex cestista statunitense, professionista nella NBA.

## Carriera
Venne selezionato dai Detroit Pistons al secondo giro del Draft NBA 1974 (33ª scelta assoluta).